# Trochée
Ne doit pas être confondu avec Troche ou Troch.
En poésie, le trochée est un pied élémentaire composé d'une syllabe longue (ou accentuée) suivie d'une brève (ou non accentuée). Il se note ainsi : |  — ∪ |.

## Étymologie
Le trochée provient du grec ancien τροχαῖος / trokhaîos, « propre à la course ».

## Définition
Les mètres réguliers comprennent quatre types métriques, qui correspondent à une alternance régulière de syllabes : soit longues et brèves, soit accentuées et non accentuées.
Tels sont, par exemple, le mètre iambique et son contraire, le mètre trochaïque, qui sont deux des pieds élémentaires, un pied élémentaire étant l'arrangement d'au moins deux syllabes, une lourde, le macron (M) et une légère le micron (m). 
Dans le système de versification trochaïque, les pieds impairs sont obligatoirement homogènes (purs), alors que, dans les pieds pairs, le trochée peut être remplacé, notamment par un spondée.

## Utilisation en métrique
Dans la métrique antique, quantitative, et dans la métrique accentuelle plusieurs mètres sont basés sur le trochée (on parle dans ce cas de mètre trochaïque) : le tétramètre trochaïque, le septénaire trochaïque et l'octamètre trochaïque (en).
Dans la versification russe, accentuelle, ce mètre s'appelle aussi un chorée (хорей).

### Sources anciennes
- Jean-Antoine de Baïf :
  - Etrénes de poézie fransoeze an vers mezurés. Paris : s.n., 1574. Contient une (mauvaise) reproduction du psautier B manuscrit, en vers mesurés. Réimpression Slatkine (Genève, 1972).
  - Euvres en Rime, éd. Marty-Laveaux. Paris : Aubry, 1881-1890. Réimpression Slatkine (Genève, 1966). Réimpression Champion (Paris, 2002). (Premier volume des œuvres complètes, sous la direction de Jean Vignes).
  - Le Psautier de 1587 éd. Yves Le Hir. Paris : PUF, 1963. Est écrit (dans sa plus grande partie) en strophes de quatre vers dont les trois premiers sont des dimètres trochaïques et le dernier un dimètre choriambionique.
- Théodore de Bèze : 	
  - Abraham sacrifiant. Genève : Droz, 1967.
  - De Francicae linguae recta pronuntiatione. Genève : Eustache Vignon, 1584. Réimpression Slatkine (Genève, 1972).
- Didier Erasme. De recta latini graecique sermonis pronuntiatione. Paris : Robert Estienne, 1547.
- Charles Estienne. Rudiménta latinogállica cum accéntibus. Paris : Charles Estienne, 1555.
- Claude Lancelot. Quatre traitez de poësies, latine, francoise, italienne et espagnole. Paris : Pierre Le Petit, 1663.
- Odet de La Noue (ou Pierre ?). Le grand Dictionnaire des Rimes Françoises. Paris : s.n., 1596. Réimpression de l'édition de 1623 : Genève, Slatkine, 1972.
- Claude Le Jeune. Pseaumes en vers mezurez. Paris : Pierre I Ballard, 1606.
- Marin Mersenne : 	
  - Harmonie universelle. Paris : Sébastien Cramoisy, 1636. Réimpression CNRS (Paris, 1965).
  - Quaestiones celeberrimae in Genesim. Paris : Sébastien Cramoisy, 1623.
- Jacques Peletier du Mans. Dialogue de l'Ortografe e Prononciacion Françoese. Lyon : Jean I de Tournes, 1550. Réimpression de l'édition de 1555 : Genève, Droz, 1966.
- Estienne Tabourot. Les Bigarrures du Seigneur des Accords. Paris : Jean Richer, 1588. Réimpression Droz, Genève, 1986.
- Jacques de La Taille. La manière de faire des vers en françois, comme en grec & en latin. Paris : Fédéric Morel, 1573.

### Ouvrages récents
- Mathieu Augé-Chiquet. La vie, les idées et l'œuvre de Jean-Antoine de Baïf. Paris : Hachette, 1909.
- Sandro Boldrini. La prosodia e la metrica dei Romani. Roma : Carocci, 1992.
- Jean Brunel. La poésie mesurée française après Jean-Antoine de Baïf. In Claude Le Jeune et son temps en France et dans les États de Savoie, p. 264-278.
- Benoît de Cornulier :
  - Théorie du vers. Paris : Seuil, 1982.
  - Art poëtique. Lyon : Presses Universitaires de Lyon, 1995.
- Norbert Dag. La récitation du vers latin. In Neuphilologische Mitteilungen 66/4 (1965), p. 496-508.
- Jacqueline Dangel. De la métrique accentuelle à la poétique du vers syllabique : prémices dans la versification latine classique. In Le vers français - Histoire, théorie esthétique, p. 167-191.
- Alphonse Dain. Traité de métrique grecque. Paris : Klincksieck, 1965.
- Marc Dominicy. Mihai Nasta : métrique accentuelle et métrique quantitative. In Langue française 99 (1993), p. 75-96.
- Dom Joseph Gajard. Notions sur la rythmique grégorienne. Solesmes : Abbaye de Solesmes, 1972.
- M. L. Gasparov. A probability model of verse (English, Latin, French, Italian, Spanish, Portuguese). In Style 21(3) (1987), p. 322-358.
- Louis Havet. Cours élémentaire de métrique grecque et latine, 5e édition. Paris : Delagrave, s.d. (premier quart du XXe siècle).
- Jean-Michel Gouvard. Le vers français en métrique générale. In Le vers français - Histoire, théorie esthétique, p. 23-56.
- Maxilimien Guilliaud. Rudimens de musique practique. Paris : Nicolas Du Chemin, 1554. Réimpression Minkoff (Genève, 1981).
- Georges Lote. Histoire du vers français. Paris : Boivin, puis Hatier, puis Université de Provence, 1949.
- Macrobe. Commentaire du songe de Scipion tiré de la République de Cicéron, trad. Désiré Nisard. Milan : Arché, 1979.
- Henri Morier. L'Alexandrin classique était bel et bien un tétramètre. In Langue, littérature du XVIIe et du XVIIIe siècle : mélanges offerts à M. le professeur Frédéric Deloffre, p. 743-759.
- Yves-Charles Morin :
  - L'hexamètre « héroïque » d'Antoine de Baïf. In Métriques du Moyen Âge et de la Renaissance, p. 163-184.
  - La graphie de Jean-Antoine de Baïf : au service du mètre. In Nouvelle Revue du Seizième Siècle 17/1 (1999), p. 85-106.
  - La prononciation et la prosodie du français du XVIe siècle selon le témoignage de Jean-Antoine de Baïf. In Langue française 126 (2000), p. 9-28.
  - La Variation dialectale dans la poésie classique. In Le vers français - Histoire, théorie esthétique, p. 193-227.
- Michel Murat. Le vers français - Histoire, théorie esthétique. Paris : Champion, 2000.
- Louis Nougaret. Traité de métrique latine classique. Paris : Klincksieck, 1986.
- Pierre Joseph Thoulier d'Olivet. Prosodie françoise. Paris : Barbou, 1771. In Remarques sur la langue françoise, recueil. Réimpression Slatkine (Genève, 1968).
- John Palsgrave. L'éclaircissement de la langue française suivi de la grammaire de Giles du Guez, éd. F. Génin. Paris : Imprimerie nationale, 1852.
- Joseph Pineau. Le mouvement rythmique en français, principes et méthode d'analyse. Paris : Klincksieck, 1979.
- Honorat de Bueil de Racan. Vie de Monsieur Malherbe. Paris : Gallimard, 1991.
- Charles Thurot. De la prononciation française depuis le commencement du XVIe siècle d'après les témoignages des grammairiens. Paris : 1881. Réimpression, Slatkine, Genève, 1973.
- Geoffroy Tory. Champ Fleury, ou l'Art et Science de la Proportion des Lettres. Paris : 1529. Réimpression, Slatkine, Genève, 1973.
- Vignes, Jean. L'Harmonie universelle de Marin Mersenne et la théorie du vers mesuré. In A haute voix : diction et prononciation aux XVIe et XVIIe siècles, Actes du colloque de Rennes (1996). p. 65-85.
- J. P. Walker. Some aspects and problems of musique mesurée à l'antique : the rhythm and notation of musique mesurée. In Musica Disciplina 4 (1950), p. 163-186.
- Ronald Andrew Zirin. The phonological basis of latin prosody. La Haye, Paris : Mouton, 1970.